# نهر پائین (ویرجینیای غربی)
نهر پائین (به انگلیسی: Bottom Creek) یک منطقهٔ مسکونی در ایالات متحده آمریکا است که در شهرستان مک‌داول، ویرجینیای غربی واقع شده‌است.